# Rodolfo Carvajal
Rodolfo Carvajal (Mérida, Estado Mérida, Venezuela; 8 de febrero de 1952) es un exfutbolista venezolano que jugaba como delantero y su último equipo fue Estudiantes de Mérida de la Primera División de Venezuela.

## Carrera

### Clubes
Carvajal inició su carrera futbolística a mediados de los años 1970 en las categorías juveniles del Estudiantes de Mérida. A finales de la década pasó a las filas del club Universidad de los Andes, con el que permaneció durante la primera mitad de los años 1980, participando en la Copa Libertadores 1984 con dos goles ante el Portuguesa (también de Venezuela) y el Melgar de Perú. En 1985 regresó al Estudiantes de Mérida. Con este equipo disputó la Copa Libertadores 1987, marcando también dos goles ante el Unión Atlético Táchira.

### Selección nacional
Vistió la camiseta de la selección de fútbol de Venezuela en su categoría amateur durante los Juegos Bolivarianos de 1977. Así mismo, fue parte de la plantilla que participó en los torneo de fútbol de los Juegos Olímpicos de 1980 y en los Juegos Panamericanos de 1983.
Con la categoría mayor disputaría siete partidos entre 1978 y 1983. Jugó tres partidos de la Copa América 1979, marcando el único gol de la selección en el torneo y el número 100 en toda la historia del equipo. Fue el delantero titular en la Copa América 1983. También fue convocado para siguiente edición del torneo, pero no jugó ningún partido.

#### Participaciones en Juegos Olímpicos
| Torneo                   | Sede  | Resultado    |
| ------------------------ | ----- | ------------ |
| Juegos Olímpicos de 1980 | Moscú | Primera fase |

## Palmarés

### Campeonatos nacionales
| Título                        | Club                     | País      | Año  |
| ----------------------------- | ------------------------ | --------- | ---- |
| Primera División de Venezuela | Universidad de los Andes | Venezuela | 1983 |
| Primera División de Venezuela | Estudiantes de Mérida    | Venezuela | 1985 |